# Огор, Миккель
Миккель Огор (дат. Mikkel Aagaard; род. 18 октября 1995, Фредериксхавн, Северная Ютландия) — датский хоккеист, нападающий.

## Биография
Начинал свою карьеру в родном клубе «Фредериксхавн Уайт Хоукс». В 2014 году юный нападающий переехал в Америку, где он стал выступать за команды из Хоккейной лиги Онтарио. Вскоре датчанину пробился в АХЛ, где он успел поиграть за «Стоктон Хит» и «Спрингфилд Тандербёрдс».

## Сборная
Миккель Огор входил в состав юношеской и молодежной команды страны. В 2017 году нападающий дебютировал за сборную Дании на Чемпионате мира в России. На том турнире датчане дошли до четвертьфинала, а форвард провел пять игр, в которых не отметился результативными действиями. Через год он помогал национальной команде на первенстве мира в Германии.

## Семья
Старший брат нападающего — Мадс Огор (род. 1992) в свое время был капитаном юношеской сборной Дании по хоккею. Сейчас он выступает в местном чемпионате.